# Langschwanzstelze
Die Langschwanzstelze (Motacilla clara) ist eine Singvogelart aus der Familie der Stelzen und Pieper, die in großen Teilen Subsahara-Afrikas sowie in Äthiopien beheimatet ist. Sie besiedelt dort schnellfließende, felsige und meist von Wald gesäumte Gewässer in Höhenlagen bis 2000 m. Die Art wird von der IUCN als nicht bedroht eingestuft.

## Beschreibung
Die Langschwanzstelze ist mit einer Körperlänge von 17 bis 19 cm etwa so groß wie eine Gebirgsstelze und wie diese eine grazile und schlanke, sehr langschwänzige Stelze. Sie wiegt zwischen 14 und 25,5 g. Der schwarze Schnabel ist an der Basis des Unterschnabels grau aufgehellt, die Iris ist braun. Die Füße und Beine sind bräunlich fleischfarben bis graubraun. Die Geschlechter unterscheiden sich nicht.
Adulte Langschwanzstelzen sind oberseits grau. Sie zeigen einen weißen Überaugenstreif und schwarze Zügel, von denen sich ein dunkler Bereich bis unter das Auge erstreckt, zu dem ein weißer Halbring unter dem Auge kontrastiert. Die Ohrdecken sind bisweilen dunkler grau. Die Unterseite ist ab Bartstreif, Kinn und Kehle weiß, an den Flanken leicht grau überwaschen und zeigt ein schmales, schwarzes, sich zur Mitte hin verbreiterndes Brustband. Das Flügelgefieder ist schwärzlich und zeigt schmale Säume. Die Schirmfedern sind breit weiß gerandet. Die Unterflügeldecken sind weiß. Die mittleren drei Steuerfederpaare sind vorwiegend schwarz – das zweite mit weißem Saum und weißer Spitze, das dritte mit weißer, schwarz gesäumter Innenfahne. Die Schwanzaußenseiten, also die drei übrigen Steuerfederpaare, sind breit weiß.
Jungvögeln fehlt das Brustband weitgehend oder ganz, bisweilen ist die Unterseite gelblich beige getönt.

## Stimme
Als Rufe sind ein lautes und metallisches tschirrip oder tschissik sowie ein hohes, langgezogenes srieeeh oder triederrip zu hören. Der einsilbige Alarmruf ist eine fwiep oder tschwiep. Der variantenreiche Gesang ist eine leise, anhaltende Folge aus trillernden, melodischen Passagen und kurzen Noten.

## Verbreitung und Bestand
Das Verbreitungsgebiet der Langschwanzstelze reicht in zahlreichen disjunkten Teilarealen über große Teile Subsahara-Afrikas, wo die Art allerdings in Teilen des Kongobeckens und den südwestafrikanischen Wüstengebieten weitgehend fehlt. Zudem kommt sie im Hochland von Äthiopien vor. Möglicherweise gibt es weitere Vorkommen im südlichen Sudan und in Eritrea.
Obwohl es zum Weltbestand keine Angaben gibt, ist die Art nicht bedroht und in geeigneten Habitaten fast überall innerhalb des Verbreitungsgebietes zu finden. Bestandsveränderungen scheint es jüngerer Zeit nicht gegeben zu haben. In Äthiopien kommt die Art sogar noch an kleinen Rinnsalen in Offenlandbereichen vor, die fast nur noch aus algendurchsetzten Tümpeln bestehen und besiedelt in Addis Abeba auch noch stark verschmutzte Flussbereiche.

## Wanderungen
In Äthiopien ist die Art Standvogel, in Süd- und Ostafrika möglicherweise Strichvogel und von den westafrikanischen Populationen wird vermutet, dass es sich um Zugvögel handelt. Die Bildung größerer Trupps und Schlafgemeinschaften wurden bei dieser Stelzenart nicht beobachtet.

## Geografische Variation
Die geografische Variation ist gering. Die südliche Unterart M. c. torrentium unterscheidet sich von der Nominatform durch einen verhältnismäßig längeren Schwanz, kürzere Flügelmaße und breite weiße Säume auf den Schirmfedern. Die Unterart M. c. chapini ist oberseits dunkler. Ihr eigenständiger Status ist umstritten, manche Autoren vermuten, dass sie von torrentium nicht wirklich zu unterscheiden ist.
- M. c. chapini Amadon, 1954 – Südwesten von Mali, südliches Sierra Leone, Liberia und westliche Elfenbeinküste sowie vom südöstlichen Nigeria und Kamerun südwärts bis Gabun, in den Osten der Republik Kongo und Teile der Demokratischen Republik Kongo. Kommt zudem auf Bioko vor.
- M. c. clara Sharpe, 1908 – Hochland von Äthiopien.
- M. c. torrentium Ticehurst, 1940 – Östliches Uganda, mittleres und südliches Kenia und vom Osten und Süden der Demokratischen Republik Kongo, Ruanda und dem Nordwesten und Norden Tansanias südwärts bis ins mittlere und südwestliche Angola, Sambia, den Norden Simbabwes und den Westen Mosambiks. Zudem in den Bergen des östlichen Südafrikas und Eswatinis.

## Lebensraum
Die Langschwanzstelze kommt vorwiegend an schnell fließenden, fels- und waldgesäumten Gewässern vom Tiefland bis in Höhen von mindestens 2000 m vor. Wichtig ist das Vorhandensein von kleinen Wasserfällen, felsdurchsetzten Stromschnellen und Wildwasserbereichen. Wo die Witwenstelze fehlt, scheint die Art auch offenere Gewässerabschnitte zu besiedeln.

## Ernährung
Die Nahrung der Langschwanzstelze besteht vorwiegend aus kleineren Insekten und deren Larvenstadien, wie beispielsweise Zweiflüglern, Eintags-, Stein- und Köcherfliegen, Kleinlibellen und -schmetterlingen oder Käfern. Aber auch andere Wirbellose, kleine Fische und Kaulquappen werden gelegentlich erbeutet. Die Ernährungsweise ähnelt der der Gebirgsstelze. Die Nahrung wird vorwiegend am Boden gesucht, teils im Wasser watend von der Oberfläche abgelesen. Hin und wieder werden Sprünge oder Fangflüge eingeschoben.

## Fortpflanzung
Die Langschwanzstelze lebt monogam und ist sehr territorial. Die Größe eines Reviers liegt zwischen 0,2 und 1 km Flusslänge und dieses wird vehement gegen Artgenossen verteidigt. Überwinternde Gebirgsstelzen werden bisweilen jedoch geduldet.
Die Brutzeit variiert je nach geografischer Lage. In Äthiopien besteht die Brutzeit aus zwei Perioden zwischen Januar und April sowie zwischen September und November. Am Äquator brütet die Art ganzjährig und auf der Südhalbkugel liegen die Brutzeiten in zwei Abschnitten etwa zwischen März und Mai und zwischen Juli und Dezember.
Das Nest steht auf Felskanten, in Ausspülungen oder im Wurzelwerk, bisweilen auch an Brücken, seltener bis zu 50 m vom Wasser entfernt an menschlichen Bauwerken oder anderen markanten Strukturen. Oft wird im Folgejahr der gleiche Nistplatz bezogen, manchmal auch das alte Nest nur ausgebessert. Es besteht aus einem groben, oft recht voluminösen Unterbau aus Blättern, Gräsern, Moos und Wurzeln, in den ein fein gearbeiteter, tiefer Napf aus Wurzeln und Haaren gebaut ist, und wird von beiden Geschlechtern gebaut. Das Gelege besteht aus 1–4, meist 2–3 Eiern und wird von beiden Elternteilen 13–14 Tage bebrütet. An der Jungenaufzucht beteiligen sich ebenfalls beide Geschlechter. Die Nestlingszeit beträgt 14–16 Tage, die Jungen werden aber noch bis zu 30 Tage nach dem Ausfliegen gefüttert, bei Zweitbruten manchmal noch länger.